# Mariano José Parra Sandoval
Mariano José Parra Sandoval (ur. 25 kwietnia 1947 w Maracaibo) – wenezuelski duchowny katolicki, arcybiskup Coro od 2016 do 2023. 

## Życiorys
Święcenia kapłańskie otrzymał 14 sierpnia 1971 i został inkardynowany do archidiecezji Cumaná. Był m.in. prorektorem Niższego Seminarium Duchownego w Cumanie, rektorem wyższego seminarium w tymże mieście, a także wikariuszem sądowym oraz podsekretarzem wenezuelskiej Konferencji Episkopatu.
12 lipca 1994 papież Jan Paweł II mianował go biskupem ordynariuszem diecezji San Fernando de Apure. Sakry biskupiej udzielił mu 28 października 1994 ówczesny arcybiskup Cumany - Alfredo José Rodríguez Figueroa.
10 lipca 2001 został biskupem diecezji Ciudad Guayana. Urząd objął 31 sierpnia tegoż roku.
25 października 2016 papież Franciszek mianował go arcybiskupem metropolitą Coro.
31 października 2023 papież Franciszek przyjął jego rezygnację z urzędu arcybiskupa metropolity Coro. 